# 沈氏叉棘鰧
沈氏叉棘鰧（学名：Stalix sheni），又名沈氏艾棘魚、叉棘鱚、狗旗仔，为後頜魚科叉棘鰧屬下的一个种，分布于台湾附近海域。